# قیام محمد نفس زکیه (۱۴۵ هجری)
قیام محمد نفس زکیه در سال ۱۴۵ هجری (۷۶۲–۷۶۳ میلادی) علیه منصور دوانیقی خلیفه عباسی رخ داد و در همان سال نیز سرکوب شد و محمد فرزند عبدالله بن حسن مثنی ملقب به نفس زکیه کشته شد.
این قیام توسط بنوحسن از خاندان علی شکل گرفت. محمد در مدینه و برادرش ابراهیم در بصره بپاخاستند. محمد تنها دو هفته پس از قیام توسط منصور سرکوب و کشته شد. ابراهیم هم سه ماه پس از آن در باخمرا شکست خورد و کشته شد. سرکوب این قیام به تثبیت موقعیت عباسیان کمک کرد.
در اواخر خلافت امویان، بنی هاشم از جمله ابراهیم بن محمد بن علی بن عبدالله بن عباس، منصور دوانیقی، صالح بن علی، عبدالله بن حسن مثنی، پسران او محمد و ابراهیم و نیز محمد بن عبدالله بن عمرو بن عثمان برای تعیین رهبری به منظور قیام علیه بنی امیه گرد آمدند. عبدالله بن حسن مثنی، فرزندش محمد ملقب به نفس زکیه را که به تقوا شهره بود پیش انداخت و از حاضران خواست تا به عنوان مهدی با وی بیعت کنند. حاضران از جمله بنی عباس شامل منصور دوانیقی نیز با بیعت کردند. جعفر بن محمد صادق، امام ششم شیعه امامیه، با این کار مخالفت کرد و گفت وی مهدی نیست. به نوشته بلاذری و برخی دیگر جعفر صادق پیش گویی کرد که خلافت به بنی عباس می‌رسد و بنا بر برخی روایات گفت که منصور دو پسر عبدالله بن حسن را خواهد کشت. اما عبدالله نپذیرفت و گفت که جعفر به خاطر حسادت بر فرزند وی چنین می‌گوید. در زمان خلافت مروان دوم، وقتی که داعیان عباسی در خراسان بزرگ برای ابراهیم امام از مردم بیعت گرفتند، بنی عباس از علویان جدا شدند.
محمد به کثرت زهد و عبادت و فقه و دانایی معروف بود. او نامزد جمعی از بنی‌هاشم برای خلافت پس از امویان بود ولی با پیشی‌گرفتن بنی‌عباس به چنین مقامی نرسید. اما با آغاز حکومت عباسیان، حمایت عمومی در میان مردم و حتی دانشمندان و اهل حدیث برای او به وجود آمد. محمد در سال ۱۴۵ هـ. ق خروج کرد و با دویست و پنجاه نفر وارد مدینه شد و مردم به فتوای مالک بن انس با وی بیعت کردند. منصور او را ابتدا دعوت به صلح کرد، اما محمد نپذیرفت و با عده‌ای کمی از یارانش که هنوز بر بیعت خود پایدار بودند به نبرد سپاه خلیفه رفت و شکست خورد و مقتول شد.